# Alsophila paucifolia
Alsophila paucifolia là một loài thực vật có mạch trong họ Cyatheaceae. Loài này được Baker mô tả khoa học đầu tiên năm 1874.